# Санаторій Березовка
Санато́рій Бере́зовка (каз. Березовка емдеу-сауықтыруы) — село у складі Бородуліхинського району Абайської області Казахстану. Входить до складу Новодворовського сільського округу.
Населення — 76 осіб (2021; 171 у 2009, 181 у 1999, 188 у 1989).
Національний склад станом на 1989 рік:
- росіяни — 37 %
- казахи — 28nbsp;%
- німці — 25 %

Станом на 1989 рік село називалось Санаторій Березовське.